# Эбнер, Ян Григорьевич
Ян Григорьевич Эбнер — советский кинорежиссёр и актёр.

## Биография
Режиссёр фильма «Последний жулик» с Николаем Губенко в главной роли. Был убит перед репатриацией в Израиль при неизвестных обстоятельствах.

## Фильмография
Режиссёр:
- 1966 — Последний жулик (Рижская киностудия)[3][4]
- 1969 — Ждите моего звонка (фильм-спектакль)

Актёр:
- 1968 — Любить